# Sopwith Cuckoo
El Sopwith T.1 Cuckoo fue un bombardero torpedero biplano británico utilizado por el Real Servicio Aéreo Naval (RNAS) y su organización sucesora, la Real Fuerza Aérea (RAF). El T.1 fue el primer avión terrestre diseñado específicamente para operaciones en portaaviones, pero se completó demasiado tarde para entrar en servicio en la Primera Guerra Mundial . Después del Armisticio, el T.1 recibió el nombre de Cuckoo.

## Diseño y desarrollo
En octubre de 1916, el comodoro Murray Sueter, Superintendente de Construcción de Aeronaves del Departamento del Aire, solicitó a Sopwith un avión monoplaza capaz de transportar un torpedo de 1000 libras y combustible suficiente para proporcionar una autonomía de cuatro horas. El avión resultante, designado T.1 por Sopwith, era un gran biplano de tres vanos. Debido a que el T.1 fue diseñado para operar desde la cubierta de un portaaviones, sus alas tenían bisagras para plegarse hacia atrás. El T.1 podía despegar desde la cubierta de un portaaviones en cuatro segundos, pero no era capaz de realizar un aterrizaje en el mismo y no tenía ningún mecanismo de detención instalado. El tren de aterrizaje de eje dividido permitía al avión transportar un torpedo Mk. IX debajo del fuselaje.
El prototipo del T.1 voló por primera vez en junio de 1917, propulsado por un motor Hispano-Suiza 8Ba de 200 hp. Las pruebas oficiales comenzaron en julio de 1917 y el Almirantazgo emitió encargos de producción para 100 aviones en agosto. Sin embargo, los contratistas Fairfield Engineering y Pegler & Company no tenían experiencia como fabricantes de aviones, lo que provocó importantes retrasos en la producción. Además, el S.E.5a tenía prioridad para los suministros limitados del Hispano-Suiza 8. El rediseño de la estructura del T.1 para acomodar el Sunbeam Arab, más pesado, provocó más retrasos.
En febrero de 1918, el Almirantazgo emitió una orden de producción a Blackburn Aircraft, un experimentado fabricante de aviones. Blackburn entregó su primer T.1 en mayo de 1918. La aeronave experimentó inmediatamente fallos en el tren de aterrizaje y en el patín trasero, lo que requirió un rediseño de esos componentes. El T.1 también requirió un timón agrandado y un estabilizador vertical desplazado para combatir su tendencia a balancearse hacia la derecha. Fairfield y Pegler finalmente comenzaron la producción en agosto y octubre, respectivamente.
Se encargaron un total de 300 T.1, pero sólo habían entregado 90 aviones en el momento del armisticio. Se habían completado un total de 232 aviones cuando terminó la producción en 1919. Blackburn Aircraft produjo 162 aviones, mientras que Fairfield Engineering completó 50, y Pegler & Company completó otros 20. Después del armisticio, muchos T.1 se entregaron directamente a los depósitos de almacenamiento de Renfrew y Newcastle.

## Historia operacional

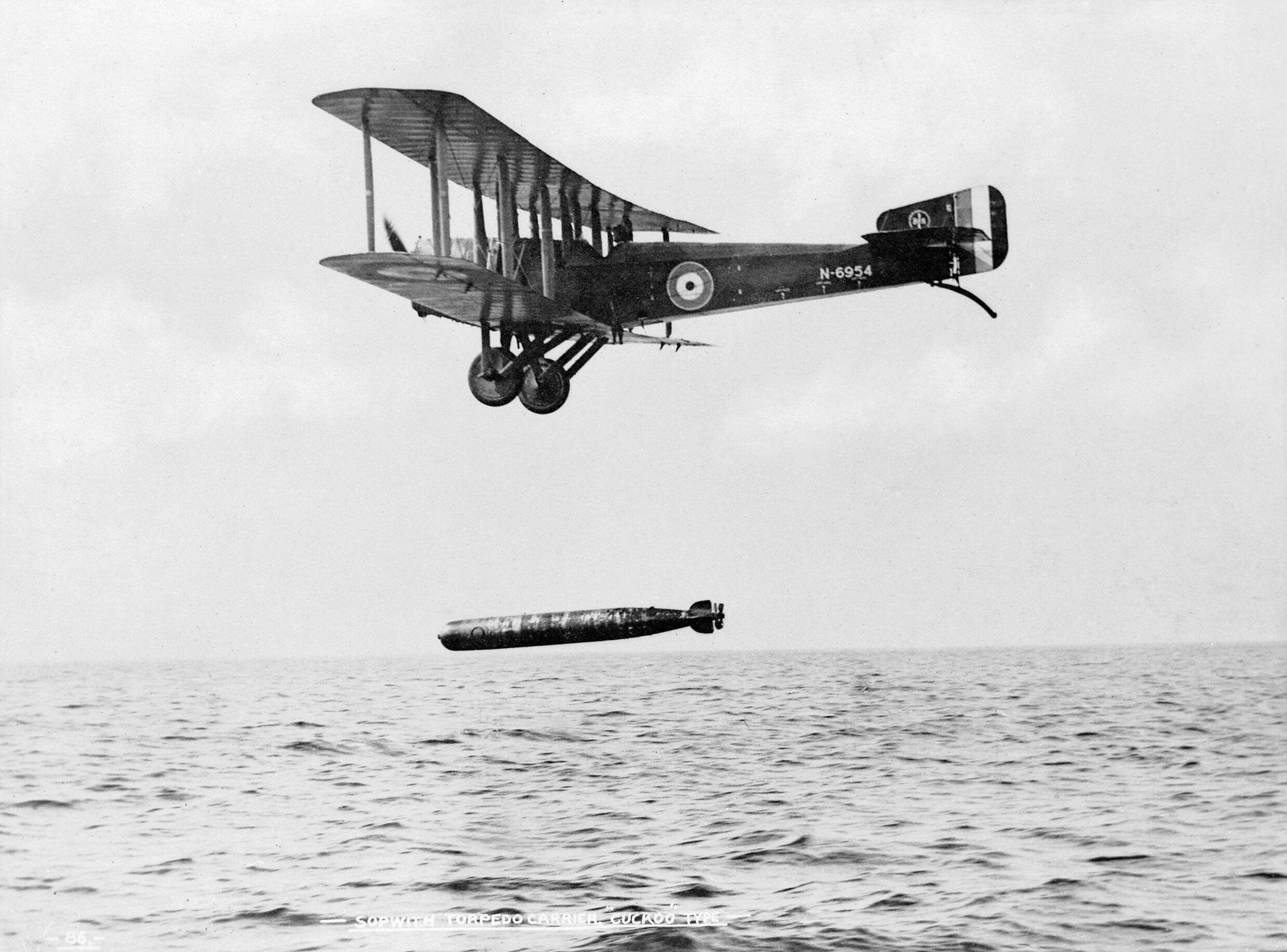
Cuckoo lanzando un torpedo de prácticas.

Después de someterse a pruebas de servicio en RAF East Fortune, el T.1 fue recomendado para entrar en servicio de escuadrón. Las entregas a la Escuela de Torpederos en East Fortune comenzaron a principios de agosto de 1918. El entrenamiento tuvo lugar en el Fiordo de Forth, donde los Cuckoo lanzaron torpedos de prácticas contra objetivos remolcados por destructores. Los Cuckoo del Escuadrón n.º 185 se embarcaron en el HMS Argus en noviembre de 1918, pero las hostilidades terminaron antes de que el avión pudiera realizar operaciones de combate.
En servicio, el avión era generalmente popular entre los pilotos porque el fuselaje era robusto y los aterrizajes en el agua eran seguros. El T.1 era fácil de controlar y era completamente acrobático sin la carga útil de torpedos. Sin embargo, el motor Arab resultó insatisfactorio y aproximadamente 20 T.1 se convirtieron para utilizar motores Wolseley Viper. Estos aviones, posteriormente denominados Cuckoo Mk. II, podían distinguirse por la línea de empuje más baja del Viper. La variante con motor Arab fue designada Cuckoo Mk. I.
La carrera operativa del Cuckoo finalizó cuando la última unidad que utilizó el modelo, el Escuadrón n.º 210, se disolvió en Gosport el 1 de abril de 1923. El Cuckoo fue reemplazado en servicio por el Blackburn Dart.

### Uso previsto
A lo largo de 1917, el comodoro Sueter propuso planes para un ataque aéreo con torpedos contra la Flota de Alta Mar alemana en su base en Alemania. Los portaaviones HMS Argus, HMS Furious y HMS Campania, y los cruceros reconvertidos HMS Courageous y HMS Glorious, debían haber lanzado 100 Cuckoo desde el Mar del Norte. En septiembre de 1917, el almirante Sir David Beatty, comandante de la Gran Flota, propuso un plan similar que implicaba 120 Cuckoo lanzados desde ocho buques mercantes reconvertidos.

## Variantes
Cuckoo Mk. I
Variante principal de producción. Propulsado por un motor Sunbeam Arab de 149 kW (200 hp).
Cuckoo Mk. II
Mk. I convertido para usar un motor Wolseley Viper de 149 kW (200 hp).
Cuckoo Mk. III
Prototipo propulsado por un motor Rolls-Royce Falcon III de 205 kW (275 hp).
B.1
Bombardero monoplaza propulsado por un motor Hispano-Suiza 8 de 149 kW (200 hp). Dos prototipos construidos.

## Operadores
Japón
- Servicio Aéreo de la Armada Imperial Japonesa: operó seis Cuckoo Mk. II.

 Reino Unido
- Real Servicio Aéreo Naval
- Real Fuerza Aérea

## Supervivientes
Hoy en día, no sobrevive ningún fuselaje de Cuckoo completo, pero un juego de alas de un Cuckoo Mk. I se conservan en el Museo Nacional de Vuelo de Escocia.

## Especificaciones (Mk. I)
Referencia datos: British Naval Aircraft Since 1912

### Características generales
- Tripulación: Uno (piloto)
- Longitud: 8,7 m (28,5 ft)
- Envergadura: 14,3 m (46,8 ft)
- Altura: 3,3 m (10,7 ft)
- Superficie alar: 52,6 m² (566,2 ft²)
- Peso vacío: 997 kg (2197,4 lb)
- Peso cargado: 1761 kg (3881,2 lb)
- Planta motriz: 1× motor lineal V8 refrigerado por agua Sunbeam Arab.
  - Potencia: 150 kW (207 HP; 204 CV)
- Hélices: Bipala de paso fijo

### Rendimiento
- Velocidad máxima operativa (Vno): 170 km/h (106 MPH; 92 kt)
- Alcance: 539 km (291 nmi; 335 mi)
- Techo de vuelo: 3700 m (12 139 ft)

### Armamento
- Otros: 

  - 1x torpedo Mk.IX de 18 pulgadas

## Aeronaves relacionadas

### Desarrollos relacionados
- Sopwith B.1

### Secuencias de designación
- Secuencia T._ (interna de Sopwith): T.1